# 台灣長臂金龜
台灣長臂金龜（學名：Cheirotonus formosanus）是鞘翅目金龜子科的昆蟲，亦為台灣體型最大的金龜子，體長為4.2~6.7公分，也是台灣八種保育類甲蟲中唯一被列入保育類的金龜子，族群數量不少，由於特徵特殊，避免被不肖業者大肆捕捉為考量而列入保育類。
其種小名“formosanus”意为“台湾的”。

## 分布
台灣長臂金龜分布於全台海拔200～1800公尺林相保存良好的山區。

## 形態特徵
主要特徵為特別發達的前肢，雄蟲的長度可達到6公分以上，雌蟲前肢較短僅5公分左右，前胸具有強烈的金屬光澤，呈現黑紫、黑綠或黑褐色，翅鞘黑色並且伴隨著數量不一的不規則狀黃色碎斑。

## 生態習性
成蟲出現於夏季，廣泛分布在1000~2000公尺的北、中、南山區，夜晚具有趨光性，成蟲的活躍期為5月~10月。